# Basílica de Nuestra Señora de Lourdes (Santiago de Chile)
La basílica de Nuestra Señora de Lourdes, también llamada basílica de Lourdes, es un templo católico dedicado a la Virgen María, ubicado en la comuna de Quinta Normal en la ciudad de Santiago, Chile. Forma parte del santuario homónimo junto con la Gruta de Lourdes.
Su construcción fue terminada en el año 1893 y reemplazada en 1929 debido al aumento de peregrinos provocado, en parte, por la creación de la revista El Eco de Lourdes en 1901, repartida por todo el país, y en general por la gran devoción a la Virgen María. La basílica fue terminada en 1958. Es el segundo templo religioso más alto del país, después del Templo Votivo de Maipú, siendo a su vez una de las 400 iglesias más altas del mundo.

## Contexto histórico
Bernadette Soubirous, una niña de origen humilde de catorce años, experimenta una serie de apariciones de la Inmaculada Concepción el 11 de febrero de 1858 en la gruta Massabielle, ubicada en la ciudad de Lourdes (Francia). Según nos relata la historia, la Virgen en forma incógnita se presentó en 18 oportunidades, de las cuales, en la aparición decimotercera, le ordena a Bernardita que construya una capilla en su nombre para que fuesen los peregrinos en procesión. Esta petición fue denegada por el padre Peyramale, párroco de Lourdes en esa época, por no saberse el nombre de esta misteriosa dama, el cual fue revelado a Bernardita en la aparición decimosexta. El nombre era la Inmaculada Concepción.
Estos acontecimientos, que causaron gran impacto fueron reconocidos por la Santa Sede el año 1862, dicha gruta se hizo conocida como lugar de peregrinaje y se construyó un santuario el cual actualmente recibe 6 millones de personas al año. El santuario está conformado por la gruta ya mencionada y la basílica construida por Monseñor Laurence, obispo que acogió las revelaciones hechas a Bernardita por la Inmaculada Concepción.
Gracias a esta historia que llama la atención del padre Jacinto Arriagada, es que se comienza a gestar la idea y construcción de un santuario para la virgen de Lourdes en Santiago de Chile, imitando la gruta original de Lourdes. Esta llegó a conformar el actual santuario en Quinta Normal que además de la Gruta alberga la gran basílica de Nuestra Señora de Lourdes, celebrándose diversos acontecimientos, en especial todos los 11 de febrero en conmemoración a la aparición de la Virgen de Lourdes en Francia y el 8 de diciembre día de la Inmaculada Concepción.

## Historia

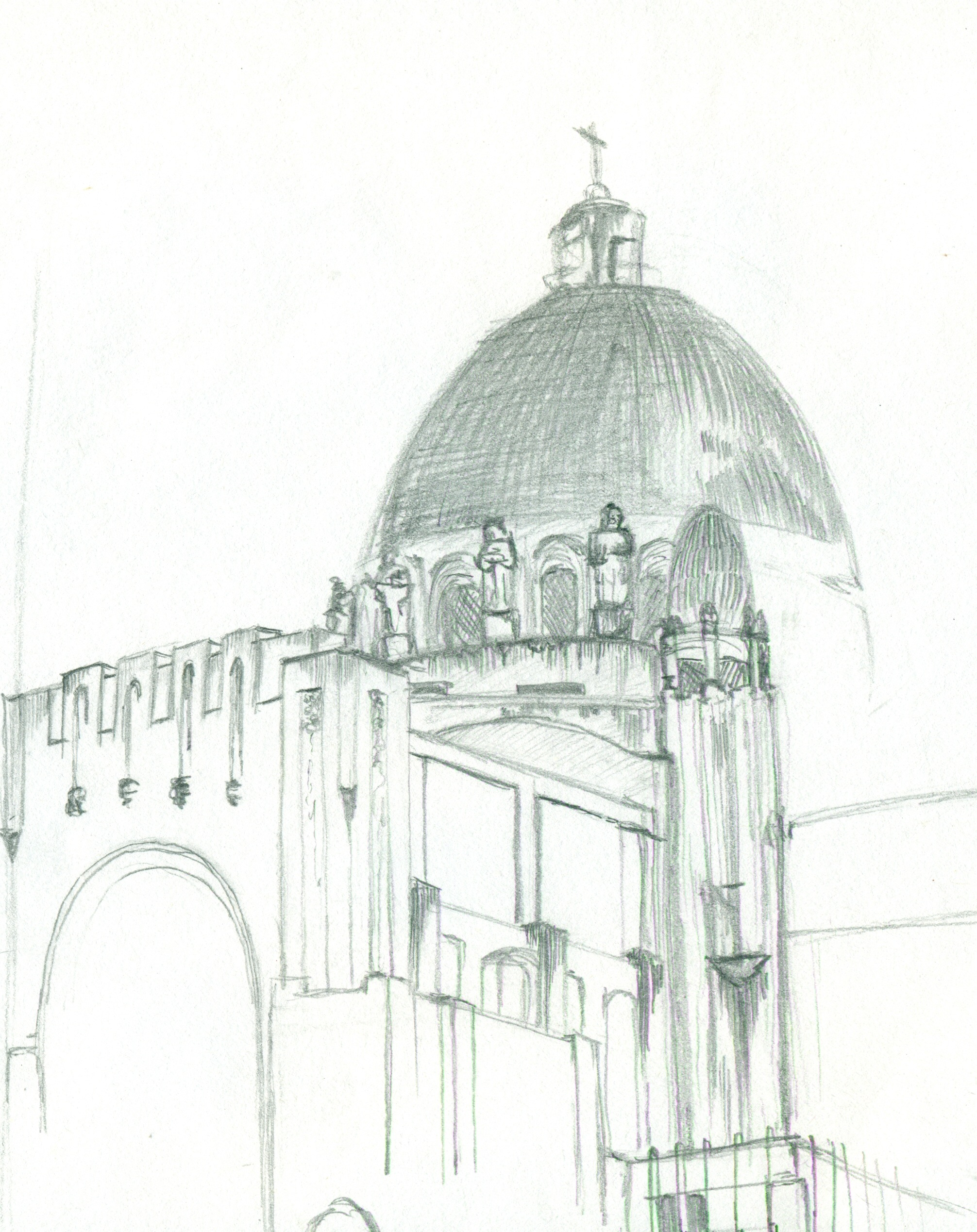
Croquis exterior basílica Lourdes

En 1876 gracias a la devoción del padre Jacinto Arriagada por el deseo de construir un templo en honor a la Virgen de Lourdes, inspirado en el original ubicado en Francia, se consigue que la Autoridad Eclesiástica firme un decreto para la autorización de la construcción de éste en Santiago.
Para llevar a cabo este templo se utilizaron terrenos adyacentes al parque Quinta Normal donados por Alejandro Vigouroux, un adinerado vecino del sector dueño del fundo. Es aquí donde se comienza la construcción de la Iglesia en el año 1880 hasta el año 1893, y la réplica de la Gruta original, “se trata de una réplica exacta de la histórica Gruta de Massabielle de Francia (enlace roto disponible en Internet Archive; véase el historial, la primera versión y la última)., aunque la parte central reproduce tal cual la Gruta original, en sus extensiones laterales presenta diferencias, al costado izquierdo las pinturas del artista chileno Pedro Jofré, que cuentan la historia de las 18 apariciones, y al costado derecho la Fuente de Agua en recuerdo al manantial de Lourdes, la que fue inaugurada el 11 de febrero de 1908.
Con el pasar del tiempo la devoción a la Virgen se fue expandiendo, provocando el aumento de peregrinos que visitaban el santuario, por lo que el antiguo templo se vio reducido y se decidió construir uno más grande en su lugar.

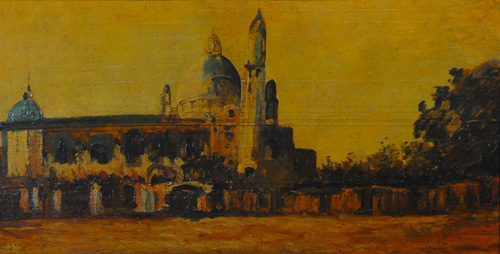
Basílica de Lourdes, óleo de Juan Francisco González.

La construcción del nuevo templo se inicia en el año 1929 y es posible gracias a la ayuda de humildes donativos de las personas hacia la iglesia y la publicación de la revista “El Eco de Lourdes” (desde 1901) que sirvió como medio de difusión para colaborar, estos donativos podían ser un saco de cemento, fierros, ladrillos, entre otros, siendo terminada la Basílica el año 1958. Su inauguración fue presidida por monseñor Alfredo Cifuentes, arzobispo de La Serena.
En 1992 la basílica de Lourdes fue proclamada “basílica menor” por el papa Juan Pablo II, posteriormente en el año 2000 se nombró "Templo Jubilar Permanente" de la zona oeste de la arquidiócesis de Santiago por el cardenal arzobispo de Santiago, monseñor Francisco Javier Errázuriz.
Debido al terremoto del 27 de febrero de 2010, la Basílica sufrió daños en su interior, en los vitrales y en la cúpula, al igual que la Gruta que presentó daños en el campanario y nichos que cuentan la historia de las apariciones de la Virgen a Bernardita y parte del Convento que se encuentra a un costado de la Basílica.
La restauración de la Basílica, gruta y convento está siendo en la actualidad gestionada por Lucía Muñoz de Saldaña, tesorera de la Corporación Cultural de Rengo, y María Antonia Pulgar Saldaña, Coordinadora de Infraestructura y Patrimonio, también asistieron la Constructora Ingal S. A, Claudio Cortez, restaurador de monumentos y Ana Anselmo, restauradora de vitrales. Por parte de la Corporación cultural, María Antonia Pulgar Saldaña y por la comunidad Asuncionista participaron los padres Martín Nace, Héctor García, Aldo Gajardo y H. Ramón Gutiérrez.

## Arquitectura

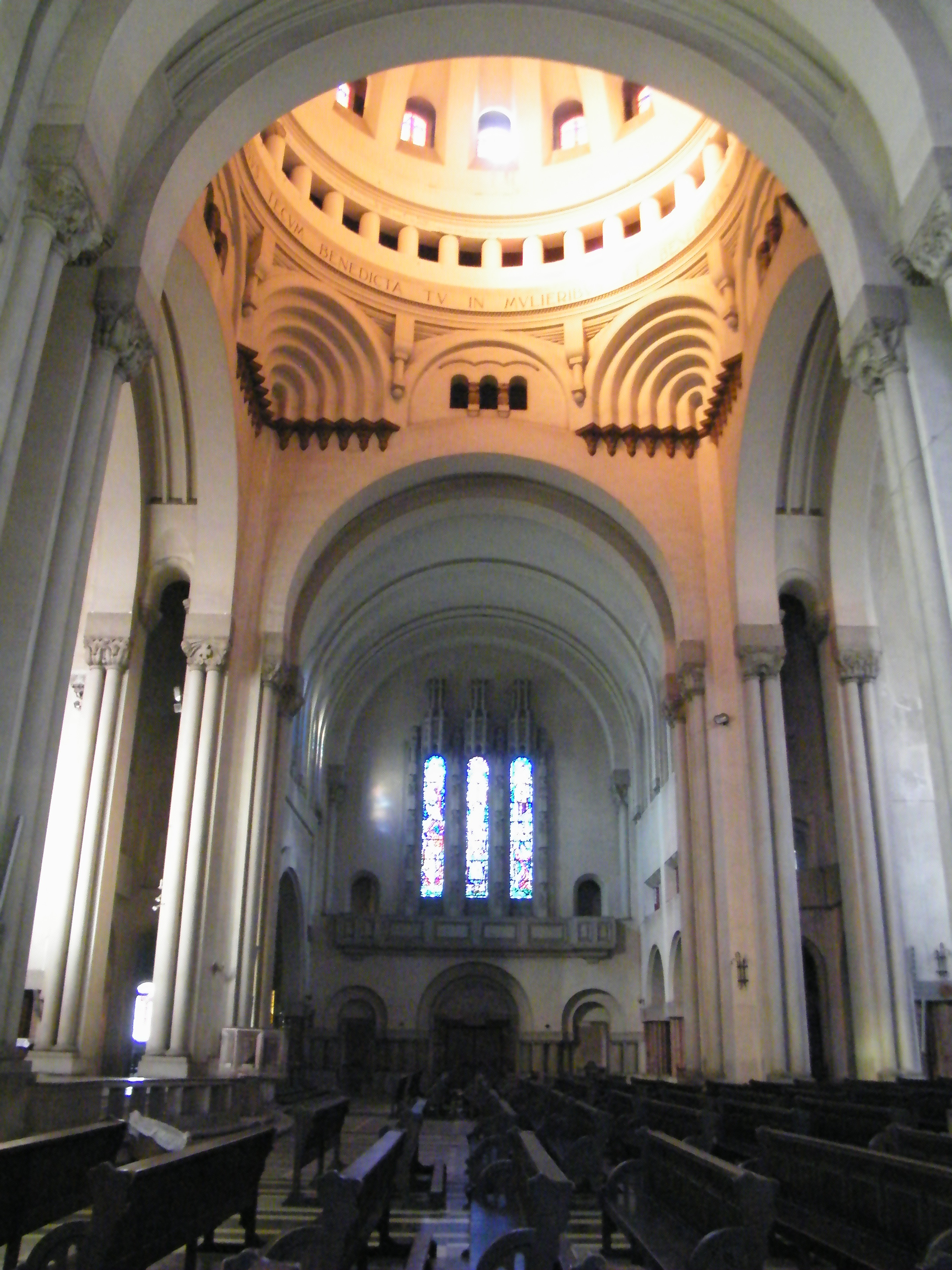
Interior Basílica de Lourdes, Transepto

Lo primero en notar de esta imponente Basílica es su gran cúpula a 70 metros de altura y su campanario lateral, visible desde los alrededores en la comuna de Quinta Normal. Este templo fue el primero en Chile dedicado a la devoción de la Inmaculada Virgen María, administrada por los Religiosos Asuncionistas hasta la actualidad.
Su construcción inicial fue terminada en 1893, esta parte constituía el eje lateral, que actualmente es el transepto de la Basílica. Esta comenzó su expansión en 1929, siendo complementada con un eje vertical correspondiente a la nave central y naves laterales. Esta ampliación fue posible gracias a donativos y la participación de los arquitectos Andrés Garafulic Yancovic y Eduardo Costabal Zegers. La contextura del edificio se halla depurada y geometrizada al estilo art déco. Presenta elementos bizantinos que incorporan mosaicos como ornamentos y solidez estructural, que se pueden apreciar en el acceso, similar a un fuerte. También presenta aportes góticos, con esculturas de gran altura en la nave central, aunque en evidencia de geometrización; y arcos apuntados en las naves laterales, o también llamados de ojiva y bóvedas de crucería. Además, es posible apreciar arcos de medio punto que separan la nave central de las laterales, pilares algunos de mármol rojo y capitel sin ornamento, otros de hormigón con distintas esculturas en sus capiteles.
De hormigón armado, placas de mármol rojo ubicados en el interior, talladas con las iniciales de las familias que aportaron materiales para su construcción, piedra rojiza y piedra clara del frontis, se conforma la Basílica. Su planta en forma de cruz latina, cuenta con cuatro niveles distintos. El primero, en el nivel inferior o subterráneo corresponde al conjunto de bóvedas y criptas de los Religiosos Asuncionistas, el segundo se encuentra a nivel de calle, el acceso, que incluye la Basílica, Convento y Gruta que se encuentra frente a la Basílica. El tercer nivel es el segundo piso de la Basílica y el cuarto con un pasillo de ventanas alrededor de la cúpula interna y el acceso al vacío interior entre cúpulas, al cual se accede por una escalinata, este espacio interior generado entre ambas cúpulas exterior e interior no se logra apreciar ni por dentro de la basílica ni por fuera de ella.
En 1958 se inauguró y bendijo esta segunda etapa construida de la Basílica, por el cardenal José María Caro.

### Estructura
Básicamente se crea una base con forma de cruz latina de 3 metros de profundidad. A su alrededor, se levantan una sucesión de pilastras que se encuentran adosados a muros de gran espesor. Además, una sucesión de pilares conforman el interior que separa las naves laterales de la nave principal. Sobre ellas, se apoyan sus correspondientes arquitrabes para conformar el segundo piso y finalmente el acceso a la basílica.
Durante la primera fase de la construcción se planteó una nave principal con un presbiterio y un gran arco del triunfo que lo sostiene. Tres puertas correspondientes a las naves tanto principal como laterales. A mano derecha, dos absidiolos y en los costados las actuales criptas y anterior baptisterio, cercano al acceso de la iglesia. A mano izquierda solo el confesionario y en el segundo nivel el acceso al campanario. En el centro, cuatro pilares del doble de espesor que levantan la cúpula.
Luego, para mantener la predominancia de la cúpula, se construyó un eje transversal que mantiene la misma lectura y conforma la actual nave central con vitrales en forma de arco de medio punto en las zonas laterales superiores y naves laterales. A diferencia de la primera parte, este tiene mayor escala con un ábside de mayor tamaño. En el acceso lateral se conecta una nueva entrada al Convento y el acceso al segundo nivel el cual lleva al espacio destinado al coro y pasillos de servicio, además del acceso al tercer nivel, un pasillo que rodea gran parte de la cúpula rematando en el acceso al vacío entre Cúpulas, interior y exterior.

## Características generales

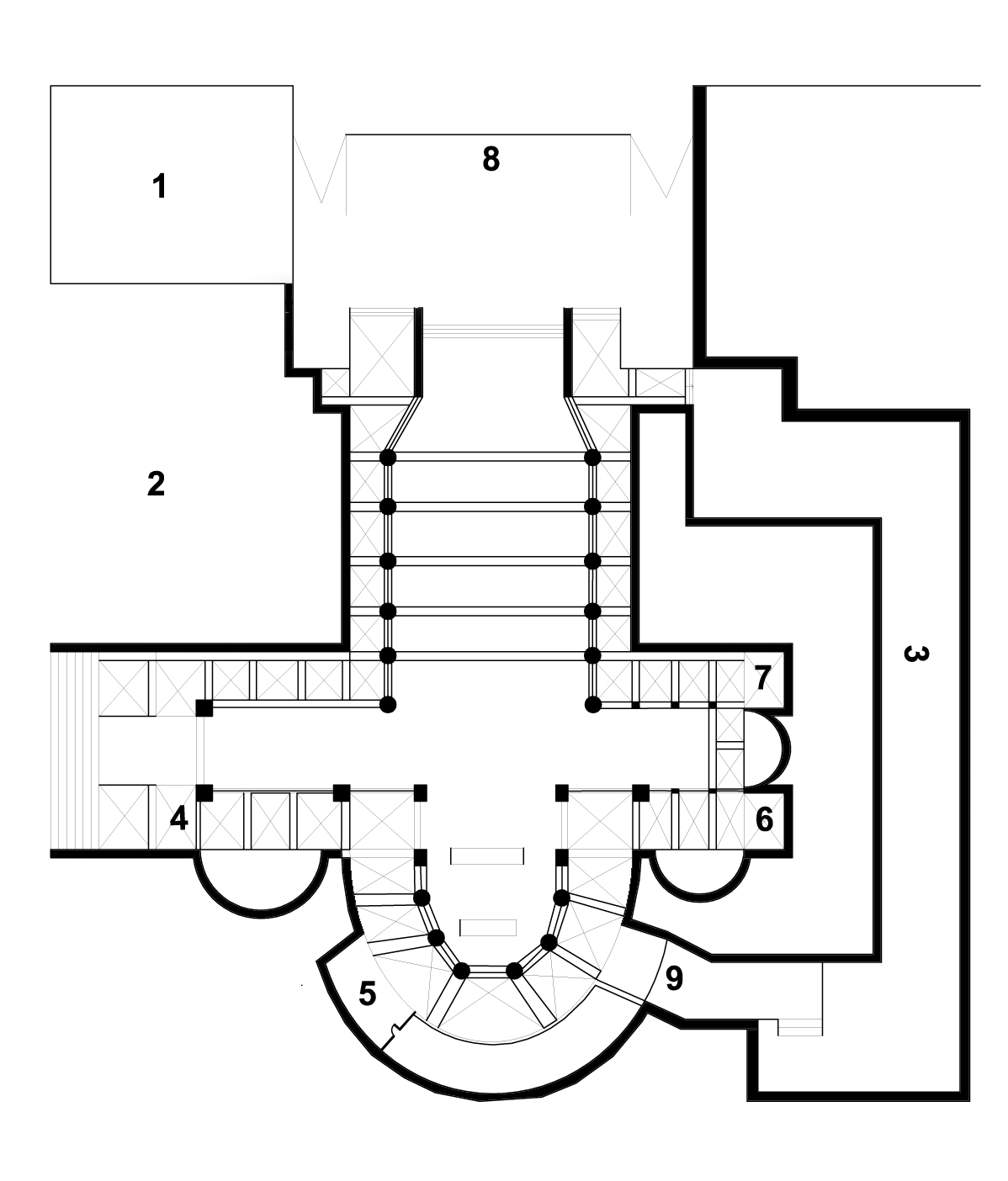
Planta esquemática que muestra los distintos recintos de la basílica.

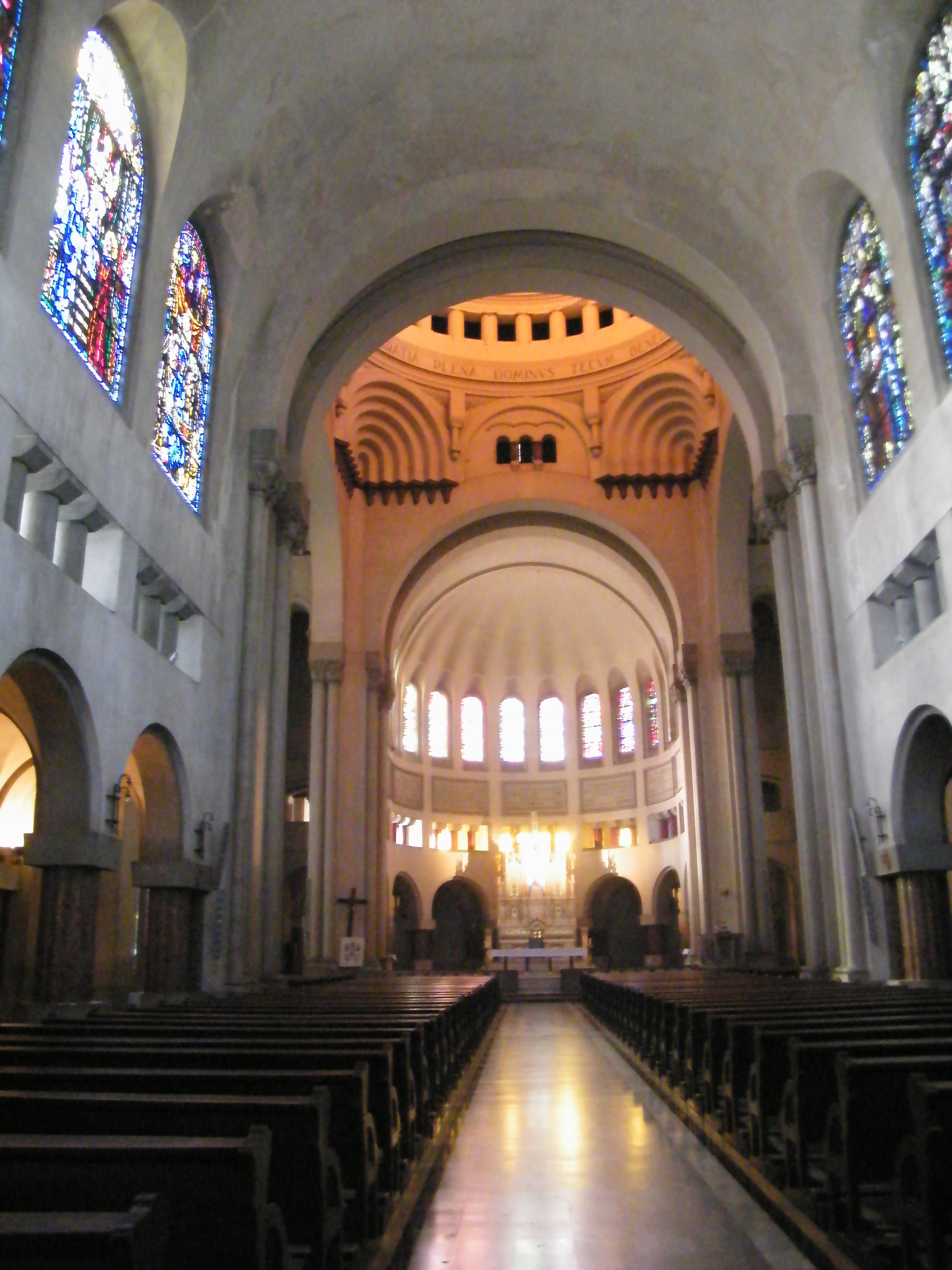
Nave central.

### Planta inferior
1. Bóvedas.
2. Criptas

### Planta primer nivel
1. Acceso Original
2. Acceso Posterior
3. Nave central
4. Naves laterales
5. Transepto
6. Ábside
7. Altar
8. Presbiterio
9. Absidiolos
10. Cripta doble altura, ex Bautisterio
11. Bodega
12. Confesionario
13. Caballeriza, actualmente Velatorio
14. Convento
15. Patio Trasero
16. Patio Central
17. Servicios/Comedor
18. Comercio

### Planta segundo nivel
1. Coro
2. Pasillos de servicio
3. Acceso cúpula mayor Interior

### Planta tercer nivel
1. Pasillo de servicio
2. Acceso Vacío entre Cúpulas interior y exterior

## Características específicas
Inicialmente se proyectó que la Basílica tuviese grandes ornamentos en su exterior. Sin embargo por temor a que sean un peligro durante los terremotos, se limitaron a poner lo necesario y resaltar el interior.

### Cúpula

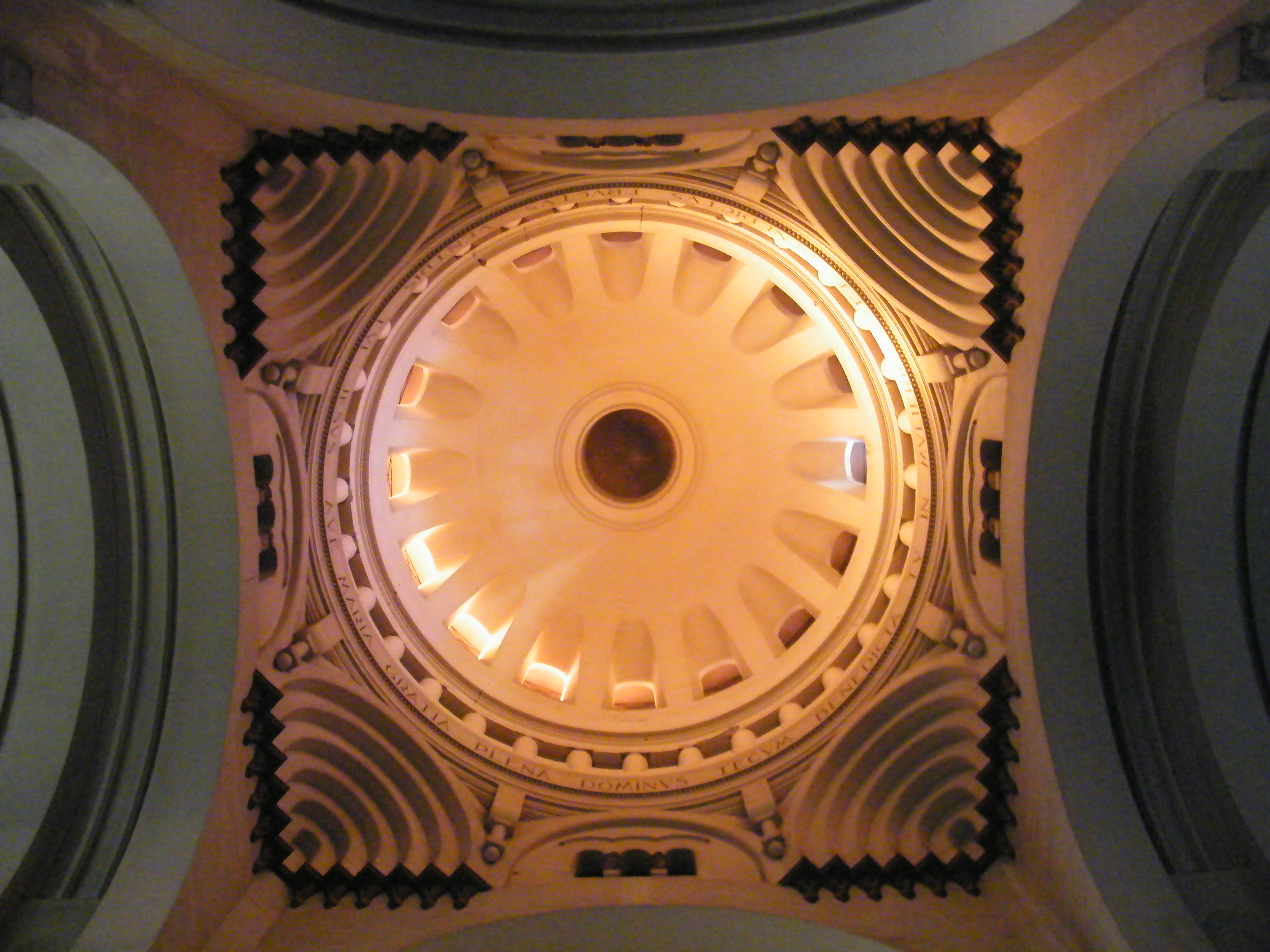
Cúpula interior basílica Lourdes

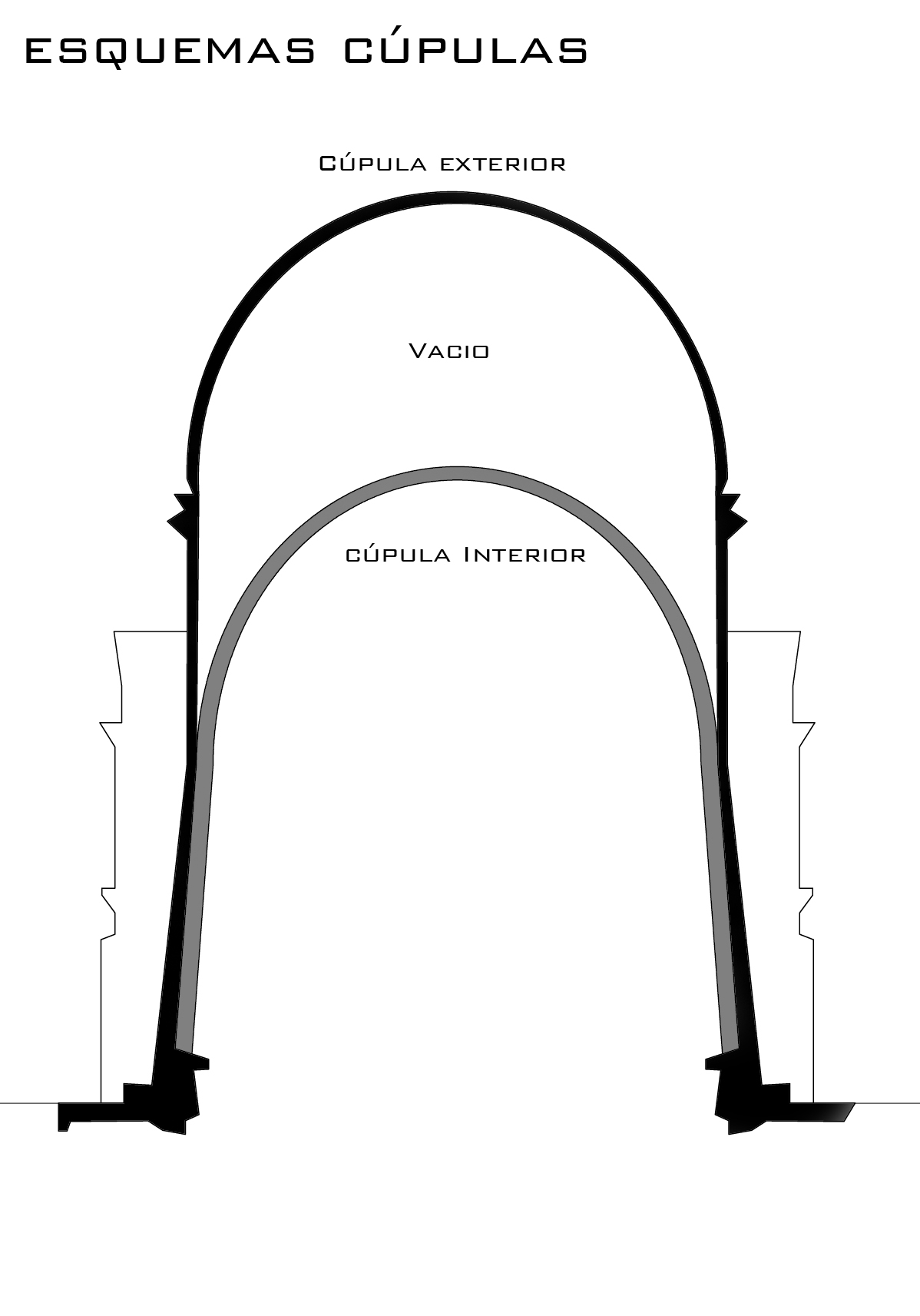
Esquema cúpula de doble cáscar con su vacío

La basílica de Lourdes se destaca por su gran cúpula que alcanza los 70 metros de altura.
Sobre el crucero de la Basílica es posible apreciar, la que se creería es la gran cúpula exterior, pero no lo es, ya que este sistema se compone de 2 cúpulas independientes que dejan un vacío entre ambas, siendo distintas la cúpula interior con un menor diámetro, y la cúpula exterior sobre esta, con mayor diámetro.
Puede que este sistema constructivo responda a necesidades sísmicas, moviéndose ambas cúpulas de forma independiente, además la cúpula interior actúa como un cielo falso para no extender el vacío que genera la cúpula exterior.
En el tambor de la cúpula interior es posible apreciar ventanillas en forma de arco de medio punto, y sobre estas otras de menor tamaño correspondientes al espacio producido entre ambas cúpulas, interior y exterior.

### 16 profetas/guardianes de la cúpula mayor

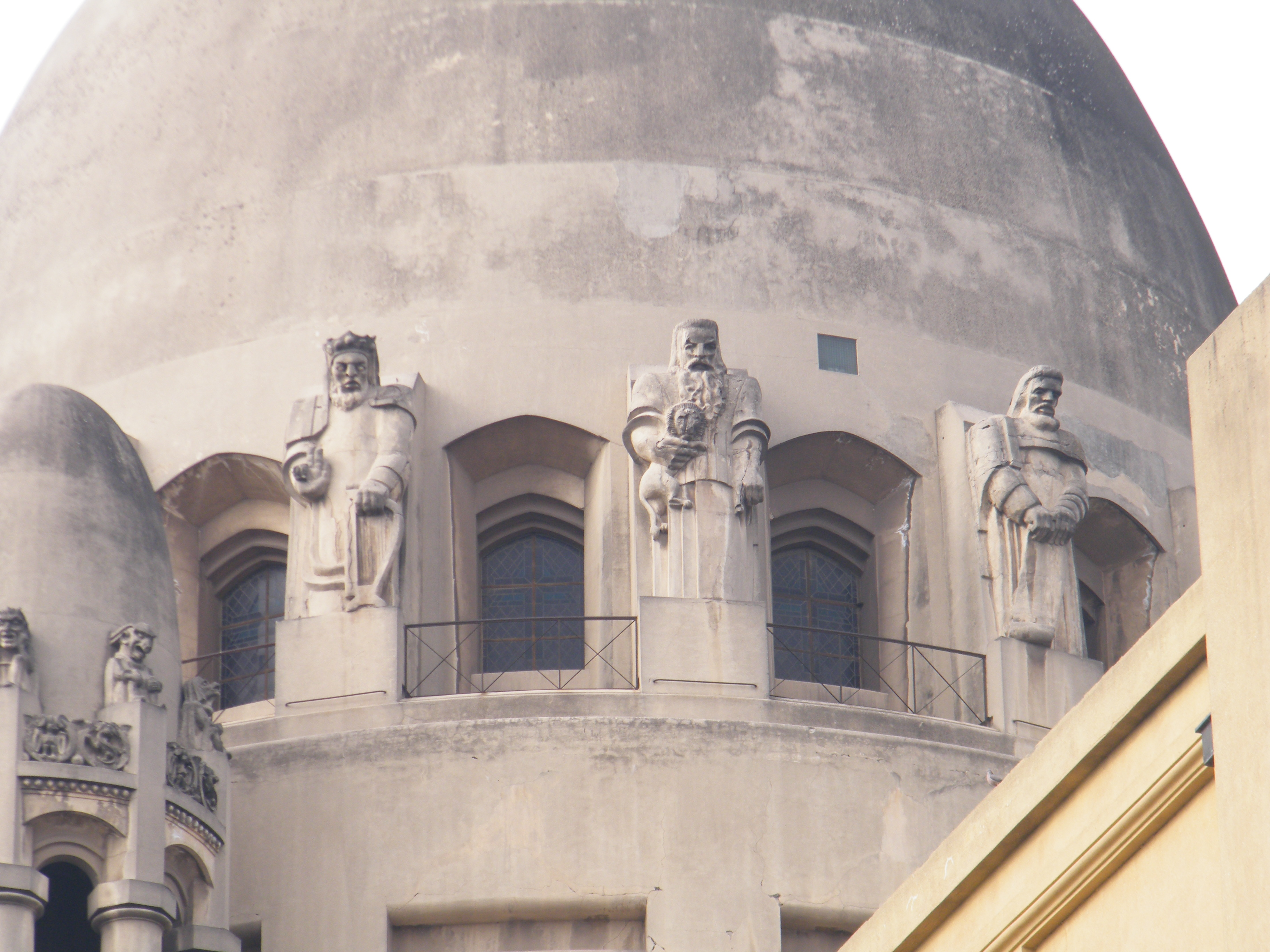
Los 16 Profetas que rodean la Cúpula Principal

Alrededor de la cúpula principal se encuentran las esculturas de 16 profetas, que pertenecen a personajes bíblicos, los cuales tienen una altura de 3,50 m. Adosados a los muros curvos, estas esculturas junto con todas las demás que ornamentan la Basílica fueron realizadas por la escultora antofagastina Lily Garafulic, quien tardo dos años en finalizarlas.

### Cúpulas menores

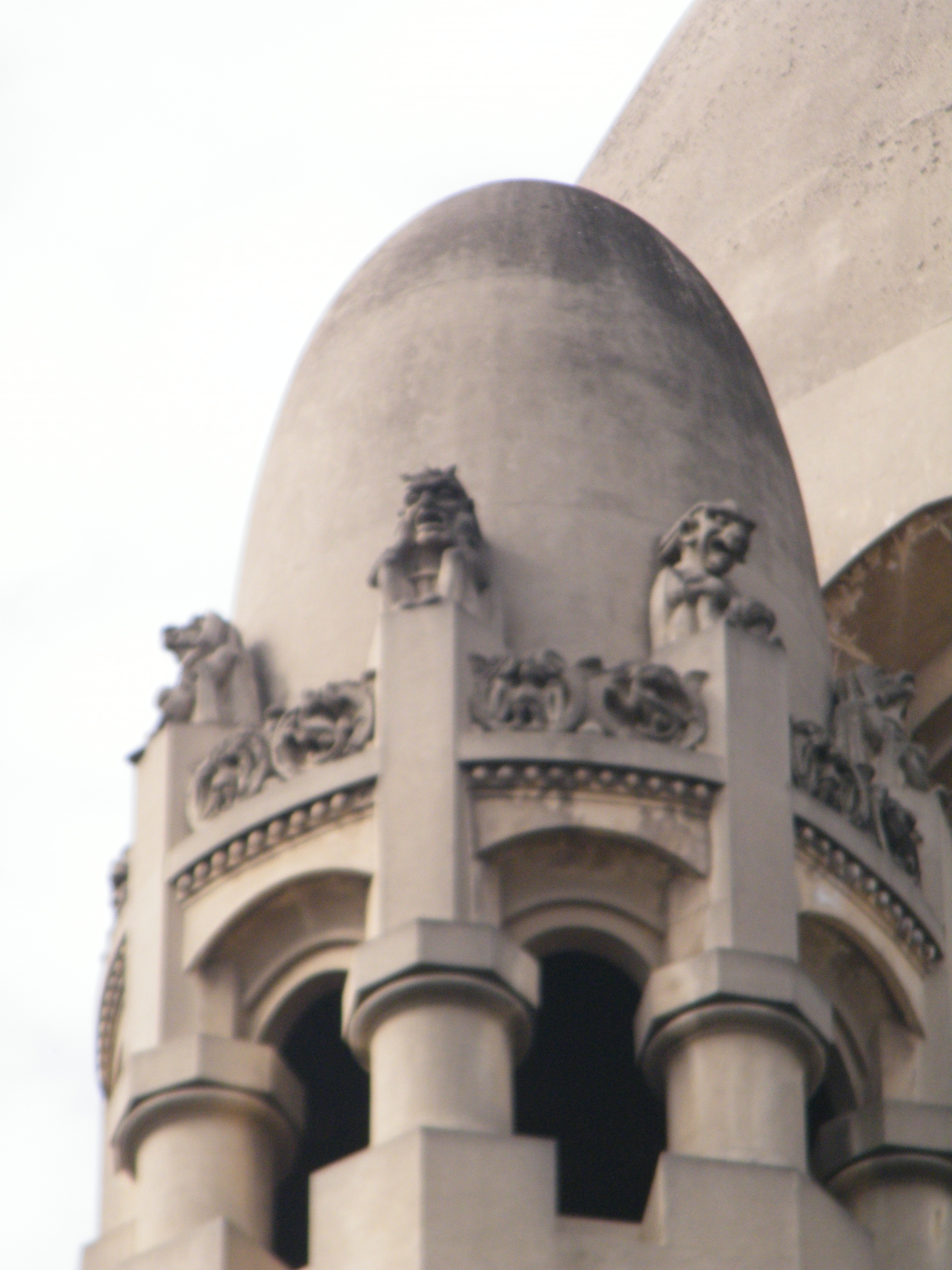
Imagen de una de las cúpulas menores, alrededor de la cúpula principal.

La función de estas cúpulas de menores dimensiones con 40 metros de altura que rodean la cúpula principal son usadas como ornamento complementario a la totalidad de la estructura.
Estas cúpulas están decoradas en su alrededor por gárgolas, esculpidas por Lily Garafulic.

### Esculturas
Como ya mencionamos con anterioridad las esculturas de la basílica de Lourdes fueron realizadas por la escultora Lily Garafulic. Entre sus obras es posible destacar las figuras en los capiteles de pilares, las imágenes iconográficas de los cuatro evangelistas talladas en piedra en el púlpito, esculturas en muros exteriores, además de los 16 profetas de la cúpula mayor, gárgolas en cúpulas menores, ángeles y calados del campanario, etc. La técnica constructiva utilizada fue por medio de encofrados y armazones de hierro.
Además de estas esculturas, realizó los mosaicos de los cuatro evangelistas en el suelo del baptisterio, actual cripta lateral derecha del ábside.

### Vitrales

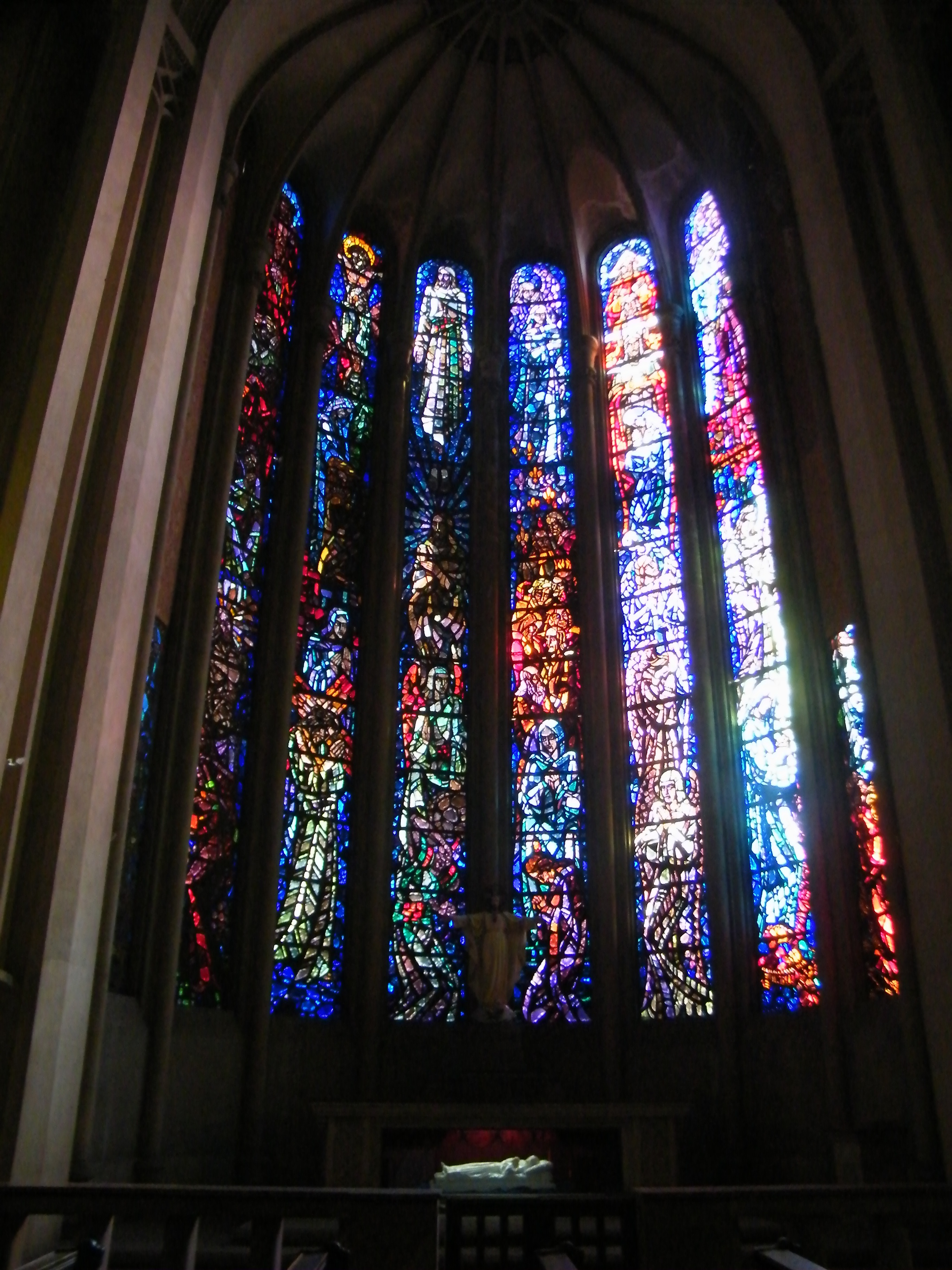
Vitral transepto.

En el interior de la basílica están los vitrales, 650 m² en total, del artista francés Gabriel Loire, que también elaboró el mosaico de la Última Cena ubicado en uno de los absidiolos. Estos vitrales están conformados por vidrio, fierro y cemento, de superficie lisa, opaca en el exterior y martillado en el interior.
El tratado del vidrio permite las diferentes tonalidades luego de la llegada de la luz, manteniendo la intención de una fachada tosca e imponente con un interior cálido y acogedor. Gracias al el manejo de la luz y color se define la naturaleza compositiva y representativa de la imagen de Jesús y de la Virgen María, entre otros. En los vitrales se encuentra inmortalizada la imagen del árbol genealógico de los reyes de Israel, culminando con Jesús en los brazos de María en el vitral superior del acceso, los 15 misterios del rosario en el ex ábside izquierdo, la aparición de la virgen de Lourdes a Bernardita en el ábside actual derecho, la vida de María en la nave central, 14 santos de la iglesia en el altar mayor, 16 advocaciones a María en el transepto, entre otros.
Estos vitrales sufrieron daños en el terremoto de 1985, y fueron restaurados posteriormente por su autor. También hubo desprendimientos de estos vitrales en el terremoto del 27 de febrero de 2010, en los cuales se está trabajando su restauración tal cual a como fueron concebidos originalmente, con la misma técnica.